# Chanteloup-les-Bois
Chanteloup-les-Bois is een gemeente in het Franse departement Maine-et-Loire (regio Pays de la Loire) en telt 632 inwoners (1999). De plaats maakt deel uit van het arrondissement Cholet.

## Geografie
De oppervlakte van Chanteloup-les-Bois bedraagt 27,7 km², de bevolkingsdichtheid is 22,8 inwoners per km².
De onderstaande kaart toont de ligging van Chanteloup-les-Bois met de belangrijkste infrastructuur en aangrenzende gemeenten.

## Demografie
Onderstaande figuur toont het verloop van het inwonertal (bron: INSEE-tellingen).